# Keleti temető (Kaposvár)

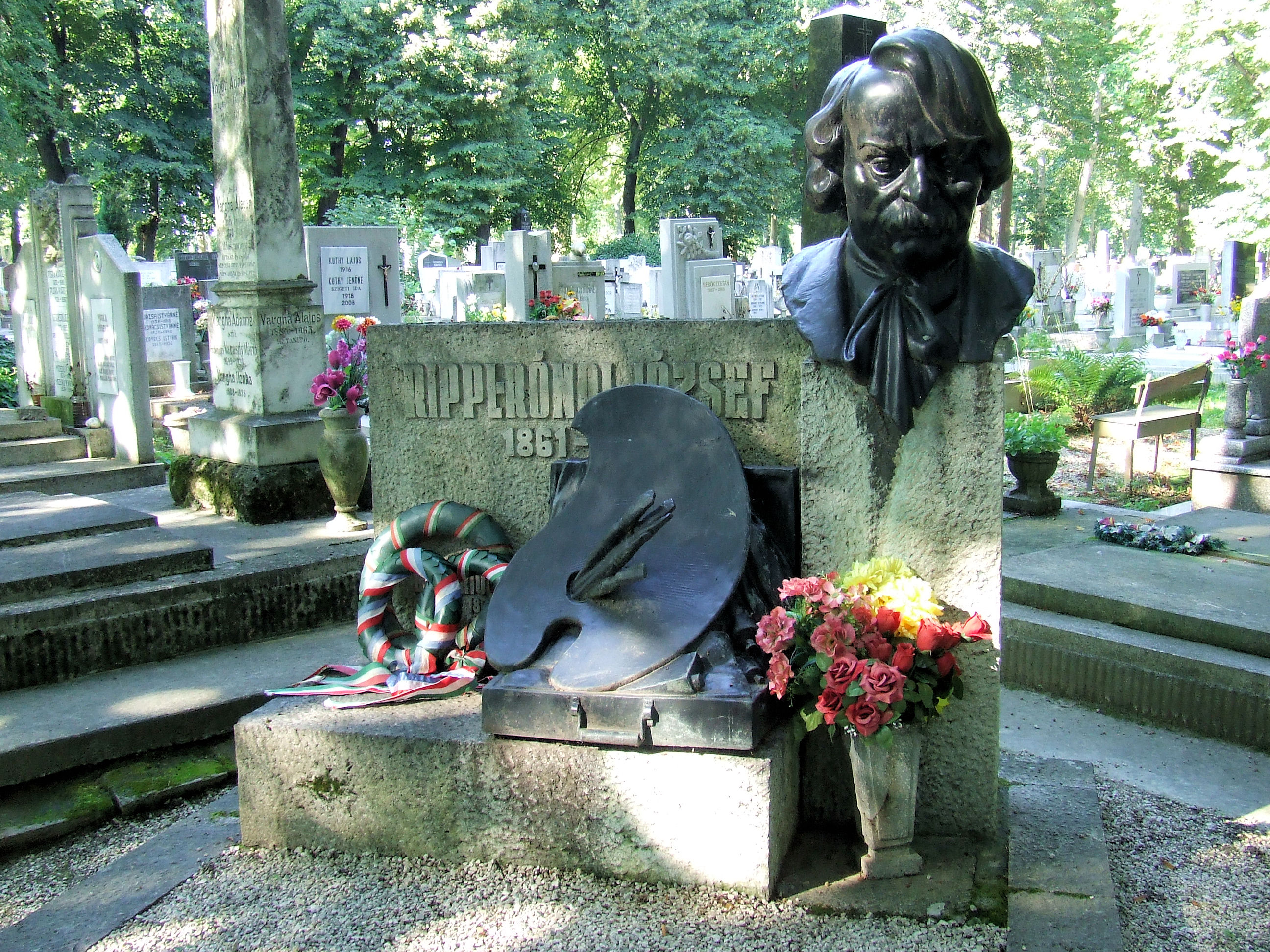
Rippl-Rónai József sírja

Az 1890-ben létesített Keleti temető Kaposvár legfontosabb temetője. A városban eltemetett nevezetes személyek közül a legtöbb ebben a temetőben nyugszik. A temető a Keleti városrészben, a Mező u. 2. alatt található, területe 115 653 m².

## Története
Kaposvár első temetője még a város főtere, a mai Kossuth tér mellett, a templom körül terült el. Amikor 1770-ben II. József (ekkor még nem volt király) a városba látogatott, elrendelte, hogy közegészségügyi okokból a temetőt a városközpontból a város két szélére kell telepíteni. Ennek megfelelően 1776-ban létrejött Kaposvár első „Keleti temetője”, a mai Gróf Apponyi Albert utcában, de ez később (1843-ban) a város terjeszkedése miatt átköltözött a mai Hársfa utca környékére, majd 1860-ban már szinte a mai helyén létesült újra a temető. Ide már 1880-ban haranglábat is állítottak. A pontos mostani helyét 1890-ben foglalta el a Keleti temető, így ezt az évet tekinthetjük alapítási évének. 1892-ben „Kováts Imre kegyes alapitványából” emelték a temető kőkeresztjét, melynek ma már sajnos csak talapzata eredeti, a kereszt többi részét más stílusban később pótolták. A ravatalozót 1928-ban emelték Lamping József tervei alapján, ma építészeti értéke miatt önkormányzati védelem alatt áll. 2021-ben avatták fel a temetőben a megfogant, de meg nem született gyermekek emlékművét.

### A Szent Anna-kápolna
A Keleti temető kápolnája az 1902-ben épült Szent Anna-kápolna. Eredetileg már a 18. században is állt egy kápolna a városban (a mai Kodály iskola helyén), melyet 1840-es felújításakor Szent Annáról neveztek el, azonban ezt a kápolnát 1870-ben városépítészeti okokból le kellett bontani. Ennek a kápolnának az emlékére nevezték el a Keleti temető kápolnáját Szent Annáról. Kántor Ferencné (szül. Lőrinczy Rozália) végrendeletében 8000 koronát hagyott kápolnaépítés céljára, ehhez közadakozásból még mintegy 500 korona gyűjt össze, a város pedig ingyen adott telket, így épülhetett fel a kápolna, méghozzá a város főmérnöke, Bereczk Sándor tervei alapján. Ide helyezték át a korábbi temető haranglábjának harangját is. 1985-ben urnahelyeket alakítottak ki a kápolnában, ma mint építészeti értéket, önkormányzati rendelet védi. A kápolnában található az alapító házaspárén kívül Martyn Róbert orvos (Rippl-Rónai József nevelt fia, a legendás „hegyi tanár”) sírja is.

## A temetőben nyugvó neves személyek
A temetőben számos helyi és több országos, sőt, nemzetközi híresség is nyugszik:
| Név                     | Születés | Halál | Ismertség oka |
| ----------------------- | -------- | ----- | --- |
| Abaffy Genovéva         | 1911     | 1969  | az első női repülő                                                                                                |
| Babarczy László         | 1941     | 2022  | rendező, színházigazgató, egyetemi tanár                                                                          |
| Baudrion Lazarine       | 1865     | 1947  | festőművész, Rippl-Rónai József felesége                                                                          |
| Bereczk Antal           | 1818     | 1872  | ügyvéd, polgármester                                                                                              |
| Bereczk Sándor          | 1856     | 1945  | városi főmérnök                                                                                                   |
| Bors István             | 1938     | 2003  | szobrász |
| Csikvár József[forrás?] | 1932     | 2010  | néptáncoktató |
| Duráczky József         | 1909     | 1994  | gyógypedagógus |
| Fésűs Éva               | 1926     | 2019  | író |
| Galimberti Alajos       | 1847     | 1897  | olasz festőművész                                                                                                 |
| Gönczi Ferenc           | 1861     | 1948  | néprajzkutató, múzeumigazgató                                                                                     |
| Gruber János            | 1846     | 1931  | országgyűlési képviselő, jogász, író                                                                              |
| Hoss József             | 1881     | 1969  | plébános, országgyűlési képviselő                                                                                 |
| Dr. Kaposváry György    | 1886     | 1954  | polgármester |
| Kisfaludy Atala         | 1836     | 1911  | költő |
| Kosaras Antal           | 1906     | 1995  | labdarúgó-játékvezető                                                                                             |
| Kovács-Sebestény Gyula  | 1874     | 1917  | polgármester |
| Lengyel Árpád           | 1915     | 1993  | Európa-bajnok, olimpiai bronzérmes úszó                                                                           |
| Vitéz Merész László     | 1915     | 1997  | Magyar Vitézségi Éremmel kitüntetett második világháborús hős                                                     |
| Molnár Csilla           | 1969     | 1986  | szépségkirálynő                                                                                                   |
| Németh István           | 1849     | 1911  | polgármester |
| Vitéz Reichard Béla     | 1876     | 1921  | ezredes, a 44-es gyalogezred parancsnoka                                                                          |
| Rippl-Rónai József      | 1861     | 1927  | festőművész |
| Rippl-Rónai Ödön        | 1865     | 1921  | műgyűjtő, képtáralapító                                                                                           |
| Roboz István            | 1834     | 1916  | királyi tanácsos, újságíró, író, költő                                                                            |
| Szalay Fruzina          | 1864     | 1926  | költőnő |
| Szász Endre             | 1926     | 2003  | festő, grafikus                                                                                                   |
| Szigeti-Gyula János     | 1840     | 1900  | főorvos, kórházigazgató                                                                                           |
| Szigetvári György       | 1926     | 2018  | építész |
| Szita Bence             | 2001     | 2012  | brutális kegyetlenséggel meggyilkolt kisfiú                                                                       |
| Takáts Gyula            | 1911     | 2008  | Kossuth-díjas költő                                                                                               |
| Tar Csatár              | 1836     | 1883  | színész, az első kaposvári óvoda első nevelője                                                                    |
| Ungvári Károly          | 1924     | 2000  | festő, grafikus, szobrász                                                                                         |
| Zánkay Gyula[forrás?]   | 1847     | 1896  | pap, teológiai doktor, lelkipásztorkodás, erkölcshitelemzés és felsőbb neveléstan rendes tanára, zsinati vizsgáló |